# Клепач Прокіп Федорович
Прокіп Федорович Клепач (1919—2001) — капітан Радянської Армії, учасник Другої світової війни, Герой Радянського Союзу (1945).

## Біографія
Прокіп Клепач народився 21 лютого 1919 року в селі Клепачі (нині — Хорольський район Полтавської області України). Після закінчення Велико-Сорочинського педагогічного технікуму працював вчителем середньої школи. У 1939 році призваний на службу в Робітничо-селянську Червону армію. Брав участь у боях радянсько-фінської війни. В 1942 році Клепач закінчив курси молодших лейтенантів. Брав участь у битві за Москву, звільнення Смоленської області, Білоруської РСР, боях у Східній Пруссії. За час війни шість разів був поранений.
До вересня 1943 року капітан Прокіп Клепач командував 2-м стрілецьким батальйоном 1106-го стрілецького полку 331-ї стрілецької дивізії 31-ї армії 3-го Білоруського фронту. Його батальйон брав активну участь у боях за визволення міста Ярцево Смоленської області, а потім і безпосередньо сам Смоленськ. По дорозі в Смоленськ батальйон розгромив німецьку колону, звільнивши велику кількість радянських громадян. Батальйон Клепача непомітно для противника пробрався в центр міста (нині — площа Перемоги) і поставив Червоний Прапор над будівлею готелю «Смоленськ». Згодом за цей подвиг Клепачу присвоєно звання Почесного громадянина Смоленська.

Могила Клепача П.Ф.

Особливо відзначився під час боїв за визволення Білоруської РСР. Батальйон Клепача отримав завдання пройти в німецький тил, переправитися через Березину і перерізати шляхи відступу ворожим військам у районі міста Борисова Мінської області. Клепач одним з перших переправився через річку і взяв активну участь у боях з противником, особисто знищивши 17 ворожих солдатів і офіцерів. Вранці 1 липня 1944 року батальйон Клепача увірвався в Борисов і взяв активну участь у звільненні.
Указом Президії Верховної Ради СРСР від 24 березня 1945 року за мужність і героїзм, проявлені при форсуванні Березини і звільнення міста Борисов" капітан Прокопій Клепач удостоєний високого звання Героя Радянського Союзу з врученням ордена Леніна і медалі «Золота Зірка» за номером 7316.
У 1946 році Клепач звільнений у запас. У 1954 році закінчив Полтавський педагогічний інститут, після чого працював спочатку директором промкомбінату, потім інженером на Хорольській фабриці господарських виробів. Помер 3 серпня 2001 року, похований у Хоролі.
Також нагороджений орденом Жовтневої Революції, трьома орденами Червоного Прапора, орденами Суворова 3-го ступеня, Вітчизняної війни 1-го ступеня, Червоної Зірки, поруч медалей.